# Konferenz von Genua

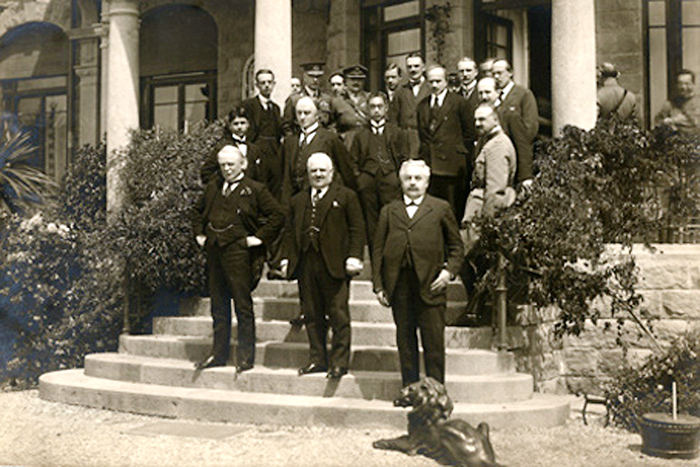
Der britische Premierminister David Lloyd George in der vorderen Reihe links.

Die Konferenz von Genua fand vom 10. April bis 19. Mai 1922 in Genua statt. An ihr nahmen 34 Staaten teil, mit Ausnahme der USA sämtliche Teilnehmer des Ersten Weltkriegs. Die Konferenz hatte die Wiederherstellung der durch den Krieg zerrütteten internationalen Finanz- und Wirtschaftssysteme zum Inhalt. Ihr vorausgegangen war die Konferenz von Cannes vom Januar desselben Jahres, deren Anlass die Erklärung des Deutschen Reichs war, die ihm auferlegten Reparationsleistungen nicht erfüllen zu können.

## Verhandlungen
Die angestrebte Reorganisation des internationalen Finanzsystems sollte durch eine teilweise Rückkehr zum Goldstandard erreicht werden. Dieser war während des Kriegs aufgegeben worden, um durch Geldmengenerweiterung mittels Druck von Banknoten die Kriegsausgaben zu finanzieren – dies allerdings mit allen negativen Auswirkungen der daraus resultierenden Inflation. Um den Geld- und Warenaustausch wieder zu stabilisieren, erreichten die Vereinbarungen der Konferenz von Genua einen Goldstandard für Währungen, bei dem die Goldreserven weitgehend unangetastet blieben. Dieser „Zwischenkrieg-Goldstandard“ erlaubte zwar den Umtausch von Notengeld in Edelmetall, allerdings nicht in Münzen, sondern nur in große Barren (Bullionismus). Diese waren für den täglichen Zahlungsverkehr nicht geeignet, so dass derselbe sich mehrheitlich in Geldscheinen vollzog.
Verhandelt wurde zudem über Mittel und Wege des Wiederaufbaus der durch den Ersten Weltkrieg zerrütteten Volkswirtschaften Mittel- und Osteuropas. Nicht zuletzt sollte auch über das Verhältnis zwischen den kapitalistischen Staaten und der nach dem Ende des Russischen Bürgerkriegs etablierten Russischen Sozialistischen Föderativen Sowjetrepublik mit ihrem kommunistischen Gesellschafts- und Wirtschaftssystem verhandelt werden. 
Die Verhandlungen wurden durch die weit auseinander gehenden Ziele der beteiligten Staaten erheblich erschwert. Großbritannien, dessen Initiative die Konferenz entsprungen war, richtete sein Interesse vor allem auf europäische Wirtschaftsbeziehungen. Nachdem der französische Ministerpräsident Aristide Briand am 22. Januar 1922 zurückgetreten war und Raymond Poincaré seine Stelle eingenommen hatte, trat bei der Delegation Frankreichs an die Stelle einer allgemeinen europäischen Annäherungspolitik die deutliche Betonung der nationalen Interessen. Neuverhandlungen über die deutschen Reparationen und der Verzicht auf Wiedergutmachung für zivile Verluste wurden strikt abgelehnt, was den Absichten Deutschlands und Russlands zuwiderlief. Das Deutsche Reich, dessen Waren bei den Westmächten einem Boykott unterlagen, erhoffte sich neben einem wirtschaftlichen Neustart auch Erleichterungen in der Reparationsfrage. Die Russische Sozialistische Föderative Sowjetrepublik ihrerseits strebte neben der diplomatischen Anerkennung auch die Streichung von Schulden des zaristischen Russlands und wirtschaftliche Bande mit den westlichen Industriestaaten an, ohne sich in ein geschlossenes kapitalistisches System einbinden zu müssen. Die RSFSR versuchte ihre Identität mit dem Zarenreich und damit auch die Haftungspflicht für dessen Schulden zu verneinen, da das Zarenreich durch die Februarrevolution von 1917 untergegangen sei, was jedoch von den anderen Mächten zurückgewiesen wurde. Der Ausschluss der Reparationen von den Verhandlungstraktanden bewog die USA, die selbst auf Reparationen verzichteten, an der Konferenz nicht teilzunehmen.

## Vertrag von Rapallo
Die Konferenz von Genua war die erste große Finanz- und Wirtschaftskonferenz nach dem Ersten Weltkrieg, an der neben den Siegermächten auch das Deutsche Reich und die Russische Sozialistische Föderative Sowjetrepublik teilnahmen. Damit wurden die zwei bedeutendsten damals geächteten Staaten (Deutschland als gemäß Versailler Frieden Hauptschuldiger am Krieg, Russland als Hauptgefahr für die vorherrschende liberal-kapitalistische Weltordnung) wieder stärker in die internationale Politik eingebunden. Insbesondere für Russland bedeutete die Teilnahme praktisch die diplomatische Anerkennung seiner Revolutionsregierung.
Am Rand der Konferenz von Genua schlossen das Deutsche Reich und die Russische SFSR am 16. April überraschend den Vertrag von Rapallo. Der Vertrag normalisierte die Beziehungen der beiden Staaten, die mit ihm ihre weitgehende internationale Isolation weiter aufbrechen wollten, und sollte ihre Verhandlungsposition gegenüber den Westmächten stärken.